# 蒙彼利埃 (加利福尼亞州)
蒙彼利埃（英語：Montpelier）是位於美國加利福尼亞州斯坦尼斯洛斯縣的一個非建制地區。該地的面積和人口皆未知。

## 地理
蒙彼利埃的座標為37°32′42″N 120°42′22″W / 37.54500°N 120.70611°W，而該地的平均海拔高度為66米（即217英尺）。